# Erostrata
Erostrata is een ondergeslacht van het geslacht van insecten Dicranomyia binnen de familie steltmuggen (Limoniidae).

## Soorten
- D. (Erostrata) canis (Alexander, 1931)
- D. (Erostrata) cnephosa (Alexander, 1959)
- D. (Erostrata) cynotis (Alexander, 1931)
- D. (Erostrata) globithorax (Osten Sacken, 1869)
- D. (Erostrata) melas (Alexander, 1934)
- D. (Erostrata) tabashii (Alexander, 1934)